# Hope Town (Québec)
Pour les articles homonymes, voir Hope Town (homonymie).
Hope Town est une municipalité du Québec située dans la MRC de Bonaventure en Gaspésie–Îles-de-la-Madeleine.

## Histoire
Hope Town fut fondé par des loyalistes en 1786,.

## Géographie
Les rivières Rivière Paspébiac et de Saint-Godefroi se déverse dans le barachois de Hope Town situé au sud-est de la municipalité.

## Démographie
| 1996 | 2001 | 2006 | 2011 | 2016 | 2021 |
| ---- | ---- | ---- | ---- | ---- | ---- |
| 371  | 340  | 347  | 344  | 339  | 334  |

## Administration
Les élections municipales se font en bloc pour le maire et les six conseillers.
| Hope Town Maires depuis 2001                                                                                         |                       |         |          |
| Élection | Maire                 | Qualité | Résultat |
| 2001 | Léon Dubé             |         | Voir     |
| 2005 | Léon Dubé             | Voir    |          |
| 2009 | Lisa Marie MacWhirter |         | Voir     |
| 2013 | Linda MacWhirter      |         | Voir     |
| 2013 | Linda MacWhirter      | Voir    |          |
| 2017 | Linda MacWhirter      | Voir    |          |
| 2021 | Linda MacWhirter      | Voir    |          |
| Élection partielle en italique Depuis 2005, les élections sont simultanées dans toutes les municipalités québécoises |                       |         |          |